# Iveco T-Way
L'IVECO T-Way est un poids lourd de chantier, segment hors route, fabriqué par le constructeur IVECO depuis 2020, remplaçant de l'IVECO Trakker. pour une utilisation chantier « classique », IVECO commercialise le X-Way. 

## Historique
L'IVECO T-Way remplace le Trakker, baptisé « le plus puissant des plus lourds », dans la gamme extra lourde et hors route de la marque italienne. Il doit initialement être présenté en 2020 mais, en raison de la pandémie de COVID-19 et de l'urgence sanitaire qui en résulte, son lancement est reporté au 29 avril 2021.
Le nouveau T-Way reprend le châssis et la structure de son prédécesseur, la robustesse du cadre en échelle à haute résistance de dix millimètres d'épaisseur, qui présente une rigidité en torsion de 177 kN.m. Il bénéficie de la nouvelle cabine du Stralis centrée sur le conducteur, une connectivité totale, des performances aérodynamiques améliorées. Il intègre plusieurs nouveautés comme la nouvelle transmission automatisée Hi-Tronix avec des fonctions spécialement développées pour la mobilité chantier, de nouveaux freins à disque à l’arrière, un système de suspensions arrière à usage intensif pour les essieux tandem, ainsi qu'une multitude de fonctionnalités comme le système Hi-Traction.
À l'extérieur, la cabine est complètement nouvelle. Elle permet d'accroître l'aérodynamisme par rapport au Trakker. Elle contribue à améliorer l'efficience du camion et dispose d'un éclairage full LED.
À l'intérieur, la cabine évolue pour apporter plus de confort et d’habitabilité. Ainsi le plancher devient quasi plat et la hauteur intérieure est portée à 2,15 m dans la version haute. L'intérieur dispose d'une présentation sobre et centrée sur le conducteur. L’écran multimédia tactile est remanié et propose désormais CarPlay et Android Auto. La cabine peut être pilotée par une application My IVECO Easy Way permettant d’activer les fonctionnalités principales de la cabine : ouverture des portes, des fenêtres, activation et programmation du chauffage notamment. Les services connectés My Iveco Way Solution utilisent le service Microsoft Azure.
Lors du lancement du T-Way, IVECO présente également le X-Way, une version de chantier moins extrême[pas clair]. 
Les IVECO T-Way et X-Way, comme leur prédécesseur le Trakker, sont des véhicules extra-robustes, capables de porter des charges de plus de 70 tonnes, et tracter jusqu'à 150 tonnes en convoi exceptionnel, véritables champions de la performance et de la durabilité[non neutre], ils consolident la présence d’IVECO dans le secteur des véhicules de chantier lourds et extra lourds et tout terrain. 
L'IVECO T-Way est décliné en version tracteur ou porteur, il offre une grande gamme d’options de transmission : 
- traction partielle sur le 6x4 tracteur,
- traction partielle sur les 6x4 6x4x4 et 8x4 porteurs,
- traction intégrale sur les 4x4 et 6x6 tracteurs et porteurs,
- traction intégrale sur le 8x8 porteur.

## Motorisations
Le nouveau T-Way est équipé des motorisations Diesel IVECO Cursor Euro VI, de Fiat IVECO Powertrain Technologies avec le système de traitement des gaz d'échappement SCR avec AdBlue mais sans vanne EGR et ses inévitables problèmes. La puissance de ces motorisations de 9 et 13 litres s'échelonne de 340 à 510 ch DIN (250 à 375 kW).
|                        | Cursor 9                                       | Cursor 9                                       | Cursor 13                                      | Cursor 13                                      | Cursor 13                                      |
| Architecture           | 6 cylindres en ligne                           | 6 cylindres en ligne                           | 6 cylindres en ligne                           | 6 cylindres en ligne                           | 6 cylindres en ligne                           |
| Alimentation           | Turbocompresseur                               | Turbocompresseur                               | Turbocompresseur                               | Turbocompresseur                               | Turbocompresseur                               |
| Cylindrée (cm3)        | 8 709                                          | 8 709                                          | 12 882                                         | 12 882                                         | 12 882                                         |
| Puissance (ch (kW))    | 340 (251) de 1 655 à 2 200 tr/min              | 360 (265) de 1 530 à 2 200 tr/min              | 410 (302) de 1 370 à 1 900 tr/min              | 450 (332) de 1 440 à 1 900 tr/min              | 510 (375) de 1 560 à 1 900 tr/min              |
| Couple maxi (N m)      | 1 400 de 1 100 à 1 655 tr/min                  | 1 650 de 1 200 à 1 530 tr/min                  | 2 100 de 900 à 1 370 tr/min                    | 2 200 de 970 à 1 440 tr/min                    | 2 300 de 900 à 1 560 tr/min                    |
| Transmission           | Propulsion 4x4 - 6x4 - 6x4x4 - 6x6 - 8x4 - 8x8 | Propulsion 4x4 - 6x4 - 6x4x4 - 6x6 - 8x4 - 8x8 | Propulsion 4x4 - 6x4 - 6x4x4 - 6x6 - 8x4 - 8x8 | Propulsion 4x4 - 6x4 - 6x4x4 - 6x6 - 8x4 - 8x8 | Propulsion 4x4 - 6x4 - 6x4x4 - 6x6 - 8x4 - 8x8 |
| Boîte de vitesses      | Automatique HI-Tronix 12 rapports              | Automatique HI-Tronix 12 rapports              | Automatique HI-Tronix 12 rapports              | Automatique HI-Tronix 12 rapports              | Automatique HI-Tronix 12 rapports              |
| Norme environnementale | Euro 6D                                        | Euro 6D                                        | Euro 6D                                        | Euro 6D                                        | Euro 6D                                        |

### Cabines
Comme IVECO le propose sur toute sa gamme depuis longtemps, le T-Way peut recevoir trois formats de cabines, toutes de 2 300 mm de largeur :
- AT - cabine longue (2 150 mm) avec toit normal (hauteur totale du sol 3 100 mm / hauteur libre intérieure 1 250 mm) ou surélevé (HT : 3 750 mm / intérieure 1 850 mm),
- AD - cabine courte (1 700 mm) avec toit normal uniquement.